# 정암사 (정선군)
정암사(淨岩寺)는 강원특별자치도 정선군에 소재한 조계종 소속 사찰이다. 신라의 자장율사가 창건한 절로, 갈래사(葛來寺)라고도 한다. 자장율사가 건립한 적멸보궁(寂滅寶宮)이 있으며 뒤쪽에 세워진 수마노탑에 석가모니의 사리가 보관되어 있으므로 불상은 따로 모셔져 있지 않다.

## 소장 문화재

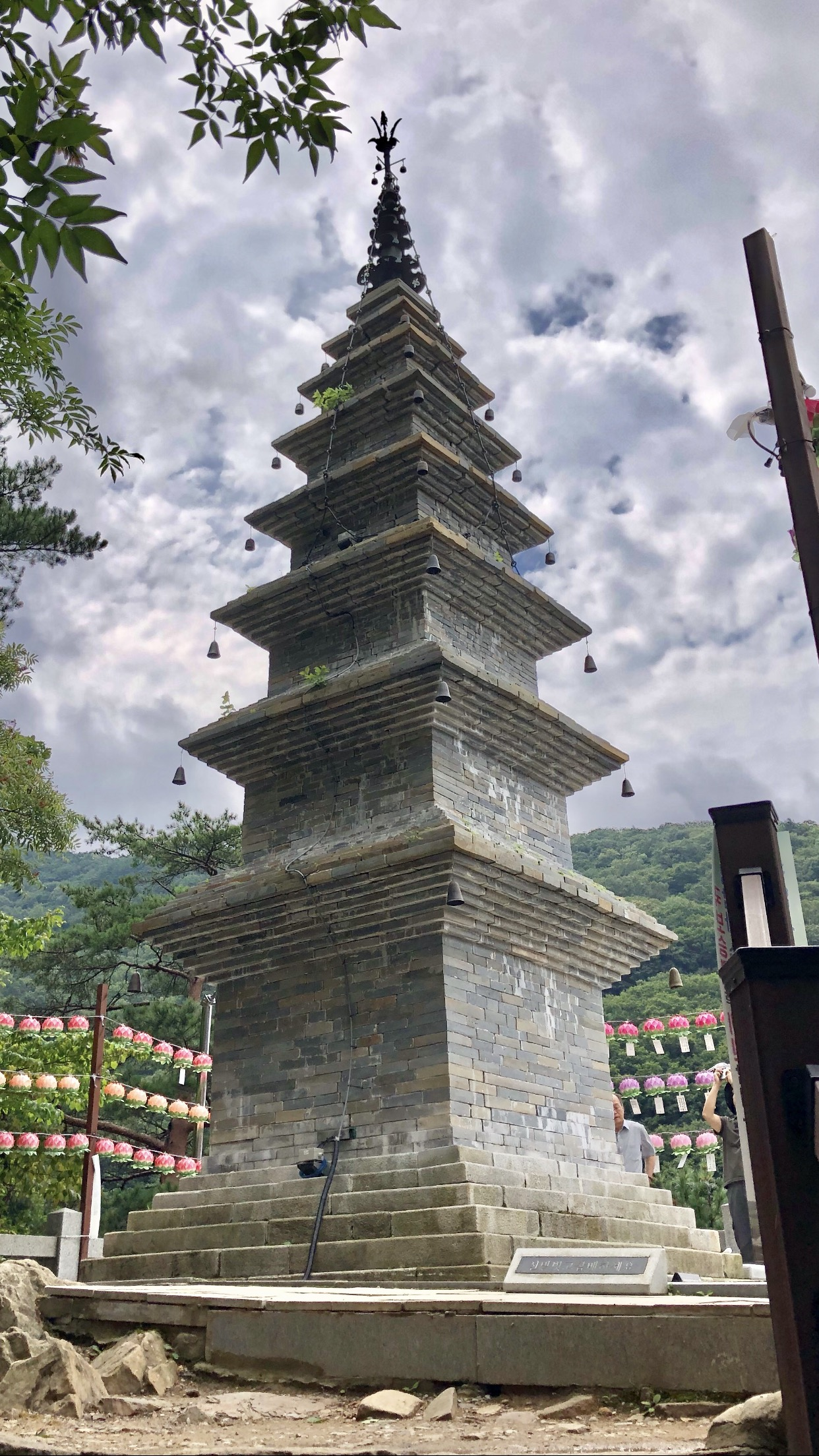
정암사 수마노탑

정암사 수마노탑(국보 332호)은 정암사 적멸보궁(寂滅寶宮) 뒤에 위치한 탑으로, 돌을 벽돌처럼 다듬어 쌓은 모전석탑(模塼石塔)의 일종이다. 정암사에서 발견된 여러 유물을 보았을 때 고려 시대에 세워진 것으로 추정된다. 탑지석에 의해 1653년에 중건된 것으로 확인되었다. 1964년 9월 4일 대한민국의 보물 제410호로 지정되었으며, 2020년 6월 25일 국보 제332호로 승격되었다.
자장율사가 건립한 적멸보궁(寂滅寶宮)에는 뒤쪽에 세워진 수마노탑에 석가모니의 사리가 보관되어 있으므로 불상은 따로 모셔져 있지 않다. 강원도 문화재자료 제32호로 지정되어 있다.

## 열목어 서식지
정선 정암사 열목어 서식지(천연기념물 73호)는 남한강 상류에 위치한 정암사 옆의 계류 지역이이다. 한반도는 열목어 서식지의 최남한지로서 그 학술적 중요성이 인정되어 열목어 서식지가 천연기념물로 지정되어 보호되고 있다. 1962년 12월 7일 천연기념물 제73호로 지정되었다.